# Szent Mihály és Gábriel arkangyalok fatemplom (Vajdaháza)
A vajdaházi Szent Mihály és Gábriel arkangyalok fatemplom műemlékké nyilvánított épület Romániában, Szilágy megyében. A romániai műemlékek jegyzékében az  SJ-II-m-A-05142 sorszámon szerepel.